# أورسولا هوت
أورسولا هوت (بالألمانية: Ursula Huth) هي نحّاتة ألمانية، ولدت في 29 سبتمبر 1952 في أولم في ألمانيا.